# Helene Raynsford
 Helene Raynsford (* 29. Dezember 1979 in England) ist eine britische Ruderin. Sie war die erste paralympische Goldmedaillengewinnerin im Rudersport.

## Leben
Raynsford erlitt nach ihrer Ausbildung an der Royal Ballet School im Alter von 21 Jahren eine schwere Kopfverletzung, die dazu führte, dass sie auf den Rollstuhl angewiesen war. Sie studierte Biochemie mit einem Abschluss an der Royal Holloway, University of London und erwarb einen Master-Abschluss in Neurowissenschaften. Am King’s College London erhielt sie einen Master of Public Health.

## Sportliche Karriere
Von 2003 bis 2006 war sie Mitglied der britischen Rollstuhlbasketballmannschaft und gewann in dieser Sportart zwei Silbermedaillen bei der Paralympischen Weltmeisterschaft.
Raynsford begann mit dem Rudern und gewann die Ruder-Weltmeisterschaften 2006 am Dorney Lake. Bei den Adaptive World Rowing Championships 2007 in Oberschleißheim erlitt sie am ersten Wettkampftag einen Asthmaanfall und wurde im Finale Fünfte. Damit qualifizierte sie sich für die Paralympics 2008. Bei den Paralympischen Spielen 2008 in Peking wurde sie die erste paralympische Meisterin in diesem Sport und gewann die Goldmedaille im Einzelzweier der Frauen.
2010 gab Raynsford ihren Rücktritt vom Rudern aufgrund eines Herzproblems bekannt. Nach einer Änderung ihrer Medikamentengabe und einer Operation kehrte sie zum Sport zurück und wurde in die britische Mannschaft für die Adaptive World Rowing Championships 2010 in Neuseeland aufgestellt. Aufgrund einer Rückenverletzung schaffte sie es dort nicht in das Finale. Bei den Olympischen Spielen 2012 in London konnte sie nicht antreten, sondern nahm als Games Maker teil.
2013 wurde bei ihr Brustkrebs diagnostiziert. Nachdem sie die Erkrankung überstanden hatte, litt sie an weiteren Erkrankungen, so dass sie 2017 an der Wirbelsäule operiert wurde.
Raynsford wurde 2010 von der nationalen Anti-Doping-Organisation zusammen mit dem paralympischen Schwimmer Graham Edmunds, dem Fußballspieler Clarke Carlisle und dem ehemaligen Kapitän der englischen Rugby-Union, Martin Corry, in das neu gegründete Athletenkomitee berufen. Raynsford wurde 2013 Mitglied der Athletenkommission der British Paralympic Association (BPA) und wurde 2018 als Vorsitzende gewählt. Die Athletenkommission der BPA besteht aus zehn Paralympianern und versucht, ein ausgewogenes Verhältnis von Sommer- und Wintersport, Sportlern und Sportlerinnen sowie einer Reihe von Beeinträchtigungen zu vertreten.

## Ehrungen
- 2009: Honorary Fellow der Royal Holloway University of London